# Fabienne Nadarajah
Fabienne Nadarajah (ur. 10 czerwca 1985 w Wiedniu) – austriacka pływaczka. Specjalizuje się w stylu motylkowym oraz grzbietowym. Złota medalistka Letniej Uniwersjady z Bangkoku w 2007 roku. Czterokrotna brązowa medalistka Mistrzostw Europy w Pływaniu na krótkim basenie oraz srebrna medalistka Mistrzostw Świata w Pływaniu na krótkim basenie z roku 2006 z Szanghaju.